# Citoyen de l'espace (nouvelle)
Pour les articles homonymes, voir Citoyen de l'espace.
Citoyen de l'espace (titre original : Citizen in Space, ou Spy Story) est une nouvelle humoristique de science-fiction écrite par Robert Sheckley, publiée en septembre 1955 dans Playboy.
Cette nouvelle humoristico-satirique a été écrite alors que le « maccarthysme » venait de prendre fin, avec son cortège d'enquêtes, d'espionnages et de soupçons généralisés.

## Publications

### Publications aux États-Unis
La nouvelle a été publiée pour la première fois aux États-Unis en septembre 1955 dans Playboy.
Elle a ensuite été publiée dans diverses anthologies ou divers recueils, notamment dans The Collected Short Fiction of Robert Sheckley (plusieurs éditions).

### Publications en France
La nouvelle a été publiée en France dans l'anthologie Douces Illusions (p. 23 à 38), parue en 1978. Le recueil a fait l'objet d'une réédition en 1987.

### Publications dans d'autres pays
La nouvelle a aussi été éditée :
- en italien sous le titre Una storia di spie (1962),
- en néerlandais sous le titre Burger in de Ruimte (1969),
- en allemand :
  - sous le titre Ein Irrtum der Regierung (1963),
  - sous le titre Spitzel-Geschichte (1972).

## Résumé
Le narrateur, Bill, en a assez de vivre sur la planète Terre, où les services gouvernementaux surveillent tout le monde. Après des mois de préparation, de demandes d'autorisation en tout genre, il obtient l'autorisation d'aller dans l’espace. Il achète donc un petit vaisseau spatial et quitte la Terre. 
Il découvre une passagère clandestine, Mavis O’Day, dont il ne tarde pas à découvrir sa qualité d'espionne ! Dans le vide spatial, il croise un petit astéroïde où un pré-adolescent de 12 ans l'appelle : il s'appelle Roy et a été abandonné par ses parents. Lui-aussi a été chargé de l'espionner. Le trio arrive sur une planète accueillante, où ils deviennent fermier. Quelques mois se passent, pendant lesquels le narrateur sent monter en lui des sentiments amoureux à l'égard de Mavis. Survient alors Ed Wallace, dont la fusée aurait, comme par hasard, subi une avarie. Bill n'est pas dupe de la situation… Puis deux autres espions, sous diverses couvertures plus ou moins plausibles, débarquent sur la planète. Un jour, le narrateur voit tous ses amis espions se regrouper et converser ensemble. Il leur demande ce qu’il se passe, et apprend que la zone spatiale occupée par la planète, par suite d'un traité international, n'appartient plus aux États-Unis, mais est « zone sans propriétaire ». S'y étant établi le premier, il en est le légitime propriétaire, mais la conséquence inattendue est que tous les espions doivent rentrer sur le territoire national américain et quitter Bill ! 
Alors que Mavis s'apprête à quitter la planète, Bill lui déclare son amour : elle-aussi est amoureuse de lui et souhaiterait rester avec lui. Le jeune Roy souhaite rester aussi, puis Ed Wallace. Finalement, tous les espions restent sur cette « planète libre », dont le narrateur devient le chef suprême incontesté. Par la suite, de nombreux espions viennent vivre sur la planète, qui se colonise rapidement. Mais Bill a un sérieux problème : comment voulez-vous qu'il puisse gouverner tout ce petit monde, alors que tous refusent d'espionner les autres pour son compte ?